# Rugbrød
Il rugbrød (pronuncia danese ˈʁu:ˌpʁœðˀ/) è un tipo di pane di segale a pasta acida tipico della gastronomia danese e alla base dello smørrebrød.

## Storia
Le prime notizie sulla produzione di tale alimento si hanno dall'VIII secolo. L'utilizzo della farina di segale è data dal fatto che il Paese produceva unicamente tale tipo di farina, sino al XX secolo. Con il processo di industrializzazione della Danimarca, gli operai erano soliti portarsi, durante la pausa pranzo, questo pane arricchito con del companatico. Da questa usanza, viene poi sviluppato lo smørrebrød.

## Ingredienti
Oltre alla farina di segale, viene utilizzata anche della farina integrale e vengono aggiunti anche dei semi.